# Métral (charge)
Un métral, ou mestral, est le nom donné autrefois en Savoie et Genevois à un fonctionnaire nommé par le seigneur pour le représenter, responsable d'une mestralie ou métralie (subdivision de la châtellenie). Étymologiquement, il dérive du mot mestre, du latin magister (le maître).
Ce nom persiste de nos jours en Suisse, pour désigner un vigneron travaillant pour le compte d’un propriétaire. 

## En Savoie et en Genevois
Dès le XIIe siècle, dans les comtés de Genève et de Savoie, une partie des domaines relevant d’un châtelain est confiée à un métral, qui la gère à son profit : une telle partie d’un domaine est appelée « métralie » ou « mestralie ». Au cours des siècles, les métralies sont peu à peu englobées dans les châtellenies ou rachetées par le seigneur, de sorte qu'au XVe siècle, le métral devient plus souvent un subordonné du châtelain. Son rôle se limite alors à celui d'un fonctionnaire chargé au sein d'un fief ou d'une paroisse de la perception de quelques redevances et de l'exécution de décisions comtales ou ducales et judiciaires,.
En 1430, lorsque le comte Amédée VIII de Savoie fait refondre, sous le nom de Statuts de Savoie (Statuta Sabaudiæ), les multiples lois jusque-là en vigueur d'un bout à l'autre de son duché, on y évoque la fonction de mestral. Dans ce texte, le métral est l'agent d'exécution du châtelain.

## En Suisse
En Suisse, en particulier en Valais, le nom perdure aujourd'hui encore comme fonction et désigne celui qui cultive la vigne pour le compte d'un propriétaire. L’équivalent en français est métayer.